# Массакуа
Массакуа — одна из наиболее могущественных монарших династий Атлантического побережья Западной Африки. Её потомки правят в вождествах на территории Сьерра-Леоне и Либерии. Королевская династия Массакуа единственная в Африке, у которой была корона, смоделированная по образцу императорских домов Европы.

## Происхождение
Согласно устной традиции, семья Массакуа произошла от охотника по имени Гидеон, который переселился с территории Мали на территорию нынешней Сьерра-Леоне, вероятно, в результате миграции мани-сумба, начавшейся в Западной Африке около 1450 года и внёсшей сильные изменения в политический и этнический состав прибрежных районов Западной Африки. При этом именно Сиака считается основателем современной династии Массакуа в королевстве Галлинас.

## История
Род Массакуа (в переводе с языка ваи: «великие короли») уже был влиятельной правящей семьей до того, как было основано королевство Сиаки Массакуа. Фафуа-Лю, жена Закари Роджерса, главного агента Гамбийской (с 1672: Королевская африканская компания) компании, происходила из семьи Массакуа.
Сиака Массакуа благодаря ряду завоевательных войн в конце XVIII начале XIX века создал в прибрежной зоне современных Сьерра-Леоне и Либерии королевство Галлинас. Сиака и его потомки были известны как крупные работорговцы. В среднем Сиака Массакуа продавал около 2000 рабов в год. Его сын Мана Сиака был вынужден под давлением британцев подписать договор о запрете работорговли в 1850 году.  
Правнук Сиаки, Момолу Массакуа (1869–1938), был первым дипломатом Либерии в Европе. С 1922 по 1930 год он был генеральным консулом в Германии. Его сын Аль-Хадж и дочь Фатима жили с ним в Гамбурге. В результате брака Аль-Хаджи с немецкой медсестрой Бертой Баец родился Ханс-Юрген Массакуа — немецко-американский журналист и писатель. Любовная связь Момолу Массакуи с немецкой горничной Элли Янсен произвели к появлению ребёнка — немецкой певицы и автора песен Фасию Янсен Fasia Jansen. 
Королевство Галлинас теперь является неправительственной организацией.

## Современное положение
В наше время территория королевства Галлинас разделена и частично находится в Сьерра-Леоне и в Либерии.
Семья Массакуа разделилась на две ветви (Массакуа Сембехун и Массакуа Гендема). Первые правят в вождестве Галлин-Пери в Сьерра-Леоне. Вторые являются правящей семьей в вождестве Кпака в Либерии. Другие второстепенные линии считаются «королевскими» в вождествах Ниава и Соро-Гбема.

## Список правителей[7]
| Портрет | Имя                        | Дата рождения | Дата смерти | Начало правления | Окончание правления |
| ------- | -------------------------- | ------------- | ----------- | ---------------- | ------------------- |
|         | Сиака Массакуа             | ок. 1785      | 1843        | ?                | 1843                |
|         | Манна Сиака                | 1800          | 1872        | 1843             | 1872                |
|         | Джая                       | ?             | ?           | 1872             | ?                   |
|         | Джон Манна-Кпака (1-й раз) | 1865          | 1945        | 1913             | 1916                |
|         | Момолу Роджерс             | ?             | 1932        | 1917             | 1932                |
|         | Джон Манна-Кпака (2-й раз) | 1865          | 1945        | 1932             | 1945                |
|         | Момо Тибо Роджерс          | ?             | ?           | 1945             | ?                   |

## Известные представители
- Фатима Массаква — либерийский педагог, директор и основатель Института африканских исследований.